# دينو هال
دينو هال (بالإنجليزية: Dino Hall) هو لاعب كرة قدم أمريكية أمريكي، ولد في 6 ديسمبر 1955 في اتلانتيك سيتي في الولايات المتحدة.

## وصلات خارجية
- دينو هال على موقع مرجع كرة القدم المحترفة.كوم (الإنجليزية)